# Ґазвар (Марказі)
Ґазвар (перс. گزوار) — село в Ірані, у дегестані Нур-Алі-Бейк, в Центральному бахші, шагрестані Саве остану Марказі. За даними перепису 2006 року, його населення становило 0 осіб.

## Клімат
Середня річна температура становить 14,69°C, середня максимальна – 32,53°C, а середня мінімальна – -6,90°C. Середня річна кількість опадів – 233 мм.
| Клімат поселення                              | Клімат поселення | Клімат поселення | Клімат поселення | Клімат поселення | Клімат поселення | Клімат поселення | Клімат поселення | Клімат поселення | Клімат поселення | Клімат поселення | Клімат поселення | Клімат поселення | Клімат поселення |
| Показник                                      | Січ.             | Лют.             | Бер.             | Квіт.            | Трав.            | Черв.            | Лип.             | Серп.            | Вер.             | Жовт.            | Лист.            | Груд.            |                  |
| Середній максимум, °C                         | 9,41             | 11,53            | 16,62            | 23,12            | 27,74            | 31,86            | 32,53            | 31,37            | 27,67            | 22,08            | 15,79            | 9,37             |                  |
| Середня температура, °C                       | 1,26             | 3,38             | 8,48             | 14,96            | 19,58            | 23,71            | 26,88            | 25,72            | 22,02            | 16,42            | 10,14            | 3,71             |                  |
| Середній мінімум, °C                          | −6,9             | −4,78            | 0,32             | 6,82             | 11,42            | 15,56            | 21,22            | 20,07            | 16,36            | 10,76            | 4,48             | −1,95            |                  |
| Норма опадів, мм                              | 33               | 33               | 43               | 30               | 24               | 3                | 1                | 1                | 0                | 11               | 21               | 33               |                  |
| Середньомісячна швидкість вітру, м/с          | 1.33             | 2.09             | 2.62             | 2.96             | 2.80             | 2.62             | 2.70             | 2.60             | 2.27             | 2.08             | 1.81             | 1.45             |                  |
| Середньомісячна сонячна радіація, кДж/м²·день | 9327             | 12349            | 14769            | 18300            | 22221            | 26472            | 25874            | 23778            | 20468            | 15139            | 11006            | 8985             |                  |
| --------------------------------------------- | ---------------- | ---------------- | ---------------- | ---------------- | ---------------- | ---------------- | ---------------- | ---------------- | ---------------- | ---------------- | ---------------- | ---------------- | ---------------- |
| Джерело:                                      |                  |                  |                  |                  |                  |                  |                  |                  |                  |                  |                  |                  |                  |